# STRIPS
Nell'intelligenza artificiale, STRIPS (STanford Research Institute Problem Solver) è un pianificatore automatico sviluppato nel 1971 da Richard Fikes e Nils Nilsson dell'università di Stanford . Il sistema sfrutta la logica delle proposizioni espansa con i predicati ed il meccanismo di ricerca nello spazio degli stati, per ottenere una possibile sequenza di azioni che, se eseguite, provocano il raggiungimento di uno stato finale del mondo a partire da uno iniziale.

## Funzionamento
Ogni stato del sistema manipolato dall'agente intelligente, compreso quello attuale e quello finale che si desidera ottenere, è rappresentato da una stringa di simboli nella logica STRIPS.
Lo stato del sistema è descritto da una serie di predicati che possono essere veri o falsi, come previsto dalla logica proposizionale, ma è aggiunta la possibilità di definire insiemi di oggetti e funzioni che diano un risultato booleano in base a quali oggetti ricevono in input.
Tale aggiunta comunque non aumenta il potere espressivo della logica, poiché sarebbe bastato esprimere tali funzioni utilizzando gli operatori operatori AND, NOT e OR. Si tratta quindi di un metodo per semplificare la formalizzazione dei problemi.
L'agente intelligente è in grado di compiere un certo numero di operazioni che manipolano lo stato del sistema. Ognuna di queste operazioni ha dei prerequisiti e degli effetti sul sistema, che sono noti a priori e codificati nel linguaggio di STRIPS.
Il risolutore STRIPS esplora lo spazio degli stati possibili, esplorando quali configurazioni si otterrebbero applicando a un certo stato le operazioni possibili per quello stato, applicandole al modello e ripetendo in modo ricorsivo l'operazione per tutti gli stati trovati, finché uno di essi non corrisponde allo stato finale.
In questo modo STRIPS calcola la catena di operazioni da fare per raggiungere lo stato finale da quello iniziale passando eventualmente per degli stati intermedi, altrimenti dimostra che lo stato finale è irraggiungibile. Il calcolo è effettuato con complessità spaziale polinomiale, ma complessità temporale esponenziale. In particolare il problema di decidere se un piano per una istanza proposizionale di STRIPS esiste è PSPACE-completo.

## Applicazioni
STRIPS è efficace in tutti quei casi in cui il problema e l'ambiente siano noti a priori con certezza ma ha alcune limitazioni:
- impossibilità di gestire delle differenze tra modello e ambiente;
- le modifiche al sistema devono sempre e solo avvenire per effetto dell'agente intelligente, quindi è inadatto alla cooperazione o all'interazione in generale;
- aumentando la complessità del modello, introducendo nuove variabili e operazioni, la quantità di tempo di calcolo necessario a pianificare un'operazione cresce esponenzialmente.